# Меандров, Михаил Алексеевич
Михаи́л Алексе́евич Меа́ндров (22 октября 1894, Москва — 1 августа 1946, Москва) — полковник Красной армии (1938), участник Русского освободительного движения. Во время Великой Отечественной войны, после пленения изъявил желание воевать против СССР. Генерал-майор вооружённых сил Комитета освобождения народов России (КОНР, 1945). В 1945 году был пленён американцами и позднее передан в СССР, в 1946 году был осуждён по обвинению в государственной измене, лишён воинских званий, государственных наград и казнён.

## Биография

### Семья и образование
Родился в семье московского священника Алексея Меандрова, настоятеля церкви Харитона Исповедника в Огородниках, умершего в ссылке в 1924. В семье было четверо сыновей и пятеро дочерей. Окончил 4-ю московскую гимназию (1915), ускоренный курс Алексеевского военного училища (1915).

### Военная служба
- В 1915—1917 годах участвовал в Первой мировой войне, служил в 192-м Рымникском пехотном полку на Юго-Западном фронте.
- В 1917 году, после контузии, командир батальона в 109-м запасном пехотном полку в Самаре в чине штабс-капитана.
- В 1918 году учился в Московской сельскохозяйственной академии.
- В декабре 1918 года был призван в Красную армию, но непосредственно в Гражданской войне не участвовал.
- В 1918—1921 годах — инструктор-наблюдатель, командир роты и батальона на курсах газотехников.
- В 1921—1924 годах — преподаватель тактики в Кремлёвской школе ВЦИКа.
- В 1924—1930 годах — начальник учебной части пехотного и пулемётного отделов этой школы.
- В 1930—1935 годах — начальник штаба 3-го отдельного Рязанского стрелкового полка.
- В 1935—1937 годах — начальник отдела боевой подготовки в штабе Приволжского военного округа.
- В 1937—1938 годах — начальник 2-го отделения штаба 12-го стрелкового корпуса. В этот период характеризовался в аттестации как «трудолюбивый и настойчивый», «хороший методист», «по отношению к себе и подчинённым требовательный и инициативный».
- В 1938—1939 годах — начальник оперативного отдела штаба этого корпуса.
- В 1939—1940 годах — заместитель начальника штаба 34-го стрелкового корпуса 7-й армии Ленинградского военного округа. В этом качестве участвовал в советско-финской войне, был награждён орденом Красной Звезды.
- В 1940—1941 годах — начальник штаба 37-го стрелкового корпуса.
- В 1941 году — начальник оперативного отдела, заместитель начальника штаба 6-й армии, оказавшейся в окружении под Уманью летом 1941 года. 6 августа при попытке прорыва из окружения попал в плен.

### В рядах Русской освободительной армии
Содержался в шталагах № 329 (Винница) и № 325 (Замостье), с лета 1942 — в офлаге XIII-D (Хаммельбург). Выразил желание сотрудничать с немецкими властями, в 1942 вступил в Русскую трудовую народную партию, созданную антисоветски настроенными военнопленными. Был членом Политического центра борьбы с большевизмом (ПЦБ), возглавлявшегося комбригом И. Г. Бессоновым. Осенью 1942 — весной 1943 участвовал в разработке планов десантов в Коми АССР (в район сосредоточения лагерей НКВД), предполагался на должность командира Северной зоны десанта (район Архангельска). После роспуска ПЦБ и ареста ряда его руководителей (включая и Бессонова) возглавил остатки этой организации. Летом 1943 находился под Островом в составе русского добровольческого отряда, в состав которого входили члены ПЦБ (это подразделение прекратило своё существование после того, как около 15 человек из его состава перешли к партизанам).
С сентября 1943 — помощник коменданта лагеря военнопленных-техников под Радомом; в декабре 1943 вступил в подпольную группу Национально-трудового союза нового поколения (НТСНП; предшественник Народно-трудового союза — НТС; организация находилась в Германии на нелегальном положении), созданную в этом лагере супругами Хорват и Г. А. Раром. В январе 1944 по заданию НТСНП вступил в Русскую освободительную армию. Был направлен в школу РОА в Дабендорфе, где был инспектором по пропаганде и редактором бюллетеней РОА. Возглавлял организационный комитет по созыву учредительного съезда «власовского» Комитета освобождения народов России (КОНР) в октябре 1944 в Праге. С октября 1944 — начальник отдела пропаганды штаба вооружённых сил КОНР, с ноября 1944, одновременно, заместитель начальника Главного управления пропаганды КОНР. В январе 1945 неудачно пытался убедить группу советских военнопленных-генералов присоединиться к «власовскому» движению (ему удалось сагитировать лишь одного подполковника).
В феврале 1945 был произведён в генерал-майоры и назначен начальником офицерской школы вооружённых сил КОНР. Входил в состав Южной группы вооружённых сил КОНР под командованием генерала Ф. И. Трухина.
9 мая 1945 вместе со школой сдался в плен американцам, был интернирован в лагерях военнопленных.
Меандров полагал, что сохранившие организацию и дисциплину «власовские» формирования могут быть востребованы американцами. В одном из обращений к американским властям писал:

Нас обвиняют в измене и называют наёмниками немцев. Нас легко можно обвинить в этом, если судить внешне и не понять нашей борьбы. Мы готовили себя для борьбы, как третья сила, не немцам помогали мы! Им уж, как говорят, ни Бог, ни чёрт помочь не мог, когда мы собирали свои силы. Мы должны были выступить, когда судьба Германии была уже решена.

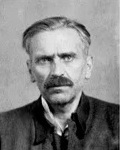
Фото Михаила Меандрова, сделанное МГБ СССР после ареста

Когда же он убедился, что будет выдан советским властям, то пытался покончить с собой. Выдача состоялась 14 февраля 1946.

### Тюрьма, суд, казнь
С марта 1946 содержался в тюрьме в Москве. Непредсказуемость поведения Меандрова, как и некоторых других обвиняемых (существовали опасения, что подсудимые могут начать излагать свои взгляды, «объективно совпадающие с настроениями определённой части населения, недовольной Советской властью»), привела к тому, что судебный процесс над ними был объявлен закрытым. На суде признал себя виновным. Приговорён к смертной казни Военной коллегией Верховного суда СССР. 1 августа 1946 г. был повешен во дворе Бутырской тюрьмы. Останки казнённых кремировали и захоронили в безымянном рву Донского кладбища.